# Frederick J. Karch

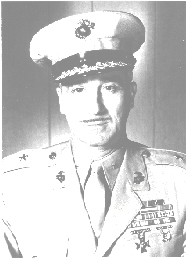
Frederick J. Karch

Brigadier General Frederick Joseph Karch (* 9. August 1917 in Carmi, Illinois; † 23. Mai 2009) war ein Offizier des United States Marine Corps während des Zweiten Weltkriegs und des Vietnamkriegs.

## Leben
Karch wurde 1917 in Carmi im Staat Illinois als Sohn des Direktors der Carmi Township High School, Henry J. Karch, und seiner Frau Flora Clark Karch geboren. 1935 machte er seinen Abschluss an der Carmi Township High School und studierte an der University of Illinois.

### Einberufung und Zweiter Weltkrieg
Nach einem Jahr an der Universität wechselte er an die United States Naval Academy in Annapolis, Maryland. Nach seinem Abschluss im Juni 1940 wurde er Second Lieutenant der United States Marine Corps. Am Philadelphia Navy Yard schloss Karch sein Basic Training ab und wurde als Battery Officer nach San Diego zum 10th Marine Regiment geschickt.
1941 war er in Island stationiert als der Zweite Weltkrieg für die Amerikaner durch die Japaner mit dem Angriff auf Pearl Harbor ausbrach. Durch eine Reihe von Beförderungen im März 1942, Mai 1942, Mai 1943 und Mai 1945 wurde er Lieutenant Colonel.
Im Juli 1942 trat er den Dienst bei den 12th Marines der 3rd Marine Division als Battalion Executive Officer an. Vom Februar bis September 1943 diente er als Commanding Officer des 1st Battalion der 14th Marines. Danach als Operations Officer der 14th Marines. Karch wurde mit dem Legion of Merit und dem Bronze Star für die Schlacht um Kwajalein, Saipan, Tinian und Iwojima ausgezeichnet.

### Zwischenkriegszeit
Von Januar 1946 bis Juli 1947 war Lieutenant Colonel Karch Chairman of the Board of Review, Discharges and Dismissals im Navy Department in Washington, D.C. Im September 1949 wurde er Artillery Instructor an der Marine Corps Schools in Quantico, wo er Mitglied im Directing Staff at the Canadian Army Staff College war.
Nachdem er im November das Derecting staff, befehligte er ab Dezember 1951 an das 4th Bataillon, 10th Marines, 2nd Marine Division. Im Juni 1952 wurde er Regimental Executive Officer und von Juni bis Dezember 1953 diente er als Personnel Assistant der Division. Danach wurde er zum Joint Landing Force Board zum Camp Lejeune, North Carolina geschickt.
Im März 1955 wurde er als Leiter der Geheimdienstabteilung nach Tokyo. Dort wurde er zum Colonel befördert und erhielt die Army Commendation Medal.
Karch schloss den Senior Course am Quantico Marine Corps Schools im Juni 1958 ab und wurde dann zum Regimental Commander der 2nd Marine Division der 10th Marines und Assistant Chief of Staff ernannt. Diese Posten hatte er bis Juli 1961 inne.
Karch absolviert bis Juni des folgenden Jahres das Army War College und wurde dem Hauptquartier der Marine Corps als Executive Officer und Assistant Deputy Chief of Staff zugewiesen. Im Jahre 1963 erwarb er den Masterabschluss an der George Washington University und 1964 wurde er zum Brigadier General ernannt.

### Vietnam
Karch wurde im November 1964 nach Okinawa als Assistant Division Commander der 3rd Division gesandt. Im Februar des folgenden Jahres wurde er nach Vietnam als Commanding General der 9th Marine Expeditionary Brigade. Dort leitete der die Landung am Nam O Beach, welche eine öffentliche Zurschaustellung der amerikanischen Absichten in Vietnam war. Dies war eine Idee von Präsident Lyndon B. Johnson.  Für den Einsatz erhielt er seine zweite Legion of Merit.
Der Sturm auf den Nam O Beach fand am 8. März 1965 rund um den Hafen von Đà Nẵng in Südvietnam statt. Ein paar Tage vor der Landung merkte Karch an, dass das Wetter das schlimmste ist, welches er je erlebt hat. Während die Bewohner die ankommenden Marines freundlich begrüßten und Fotos machten, sah man Karch nie lächeln. Als er darauf angesprochen wurde, meinte er:

“… if I had to do it over, that picture would have been the same. When you have a son in Vietnam and he gets killed, you don't want a smiling general with flowers around his neck as leader at that point.”

„… Wenn du einen Sohn in Vietnam hast und er getötet wird, willst du nicht einen lächelten General mit Blumen um den Hals sehen.“

Im Dezember 1965 wurde Karch an die Marine Corps Schools in Quantico als Director, Command and Staff College geschickt. Im Juni 1967 gab er diese letzte Aufgabe ab und erhielt hierfür seinen dritten Legion of Merit.

## Auszeichnungen
- Legion of Merit

- Bronze Star

- Army Commendation Medal

- American Defense Service Medal

- American Campaign Medal

- National Defense Service Medal